# Irislorikit
Irislorikit (Trichoglossus iris) är en fågel i familjen östpapegojor inom ordningen papegojfåglar.

## Utbredning och systematik
Irislorikit förekommer i östra Små Sundaöarna och delas in i två underarter med följande utbredning:
- iris – Timor
- wetterensis – Wetar

### Släktestillhörighet
Irislorikiten placeras traditionellt i Psitteuteles. Genetiska studier visar dock att den bildar en grupp med några arter i Trichoglossus. Inledningsvis lyftes denna grupp ut till det egna släktet Saudareos, men inkluderas allt oftare i Trichoglossus.

## Status
IUCN kategoriserar arten som nära hotad.

## Bilder

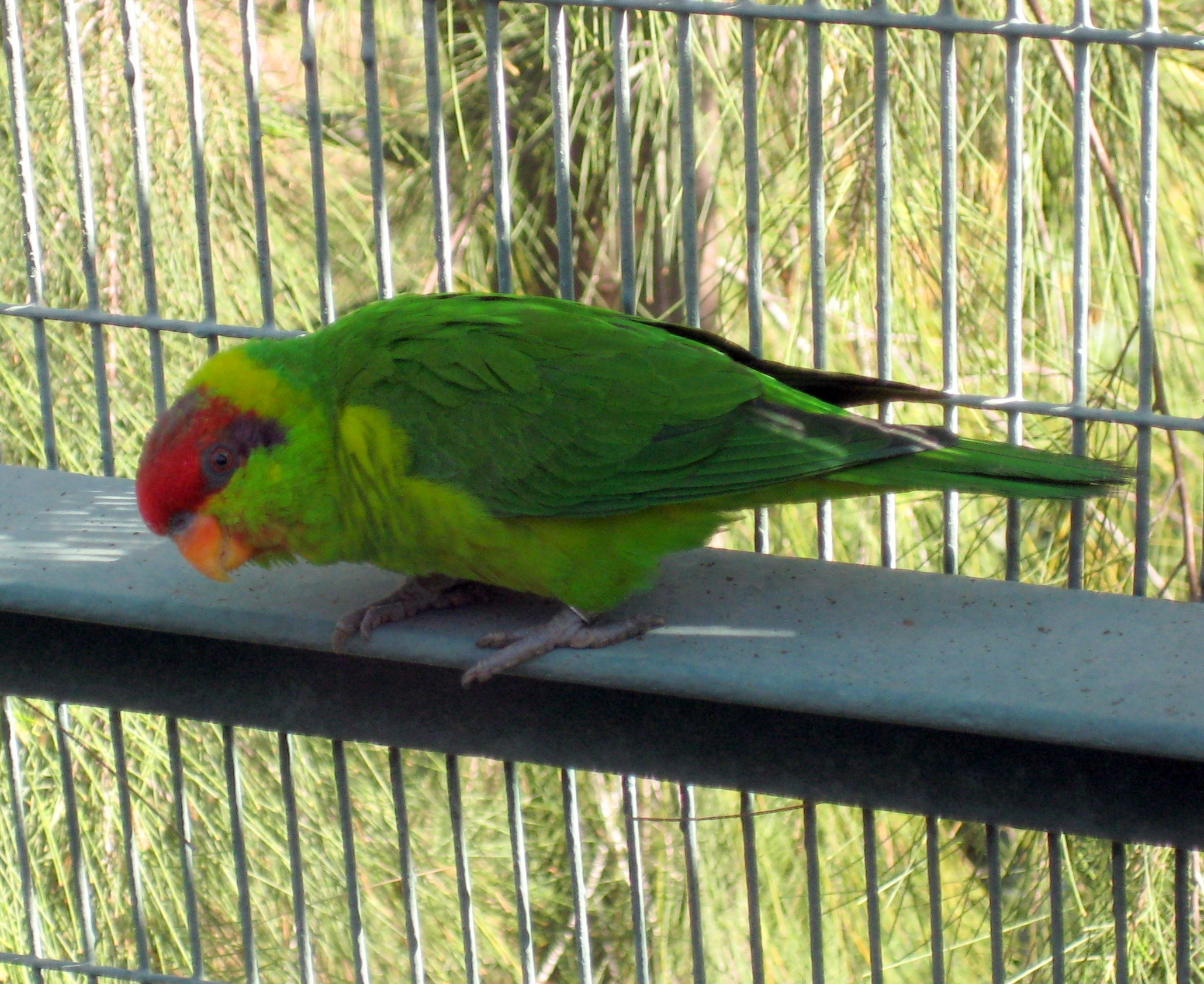
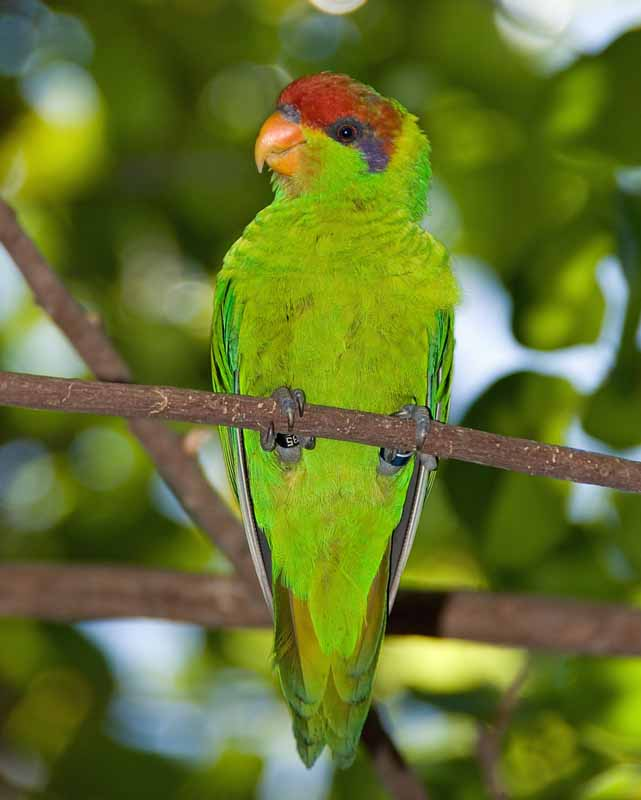
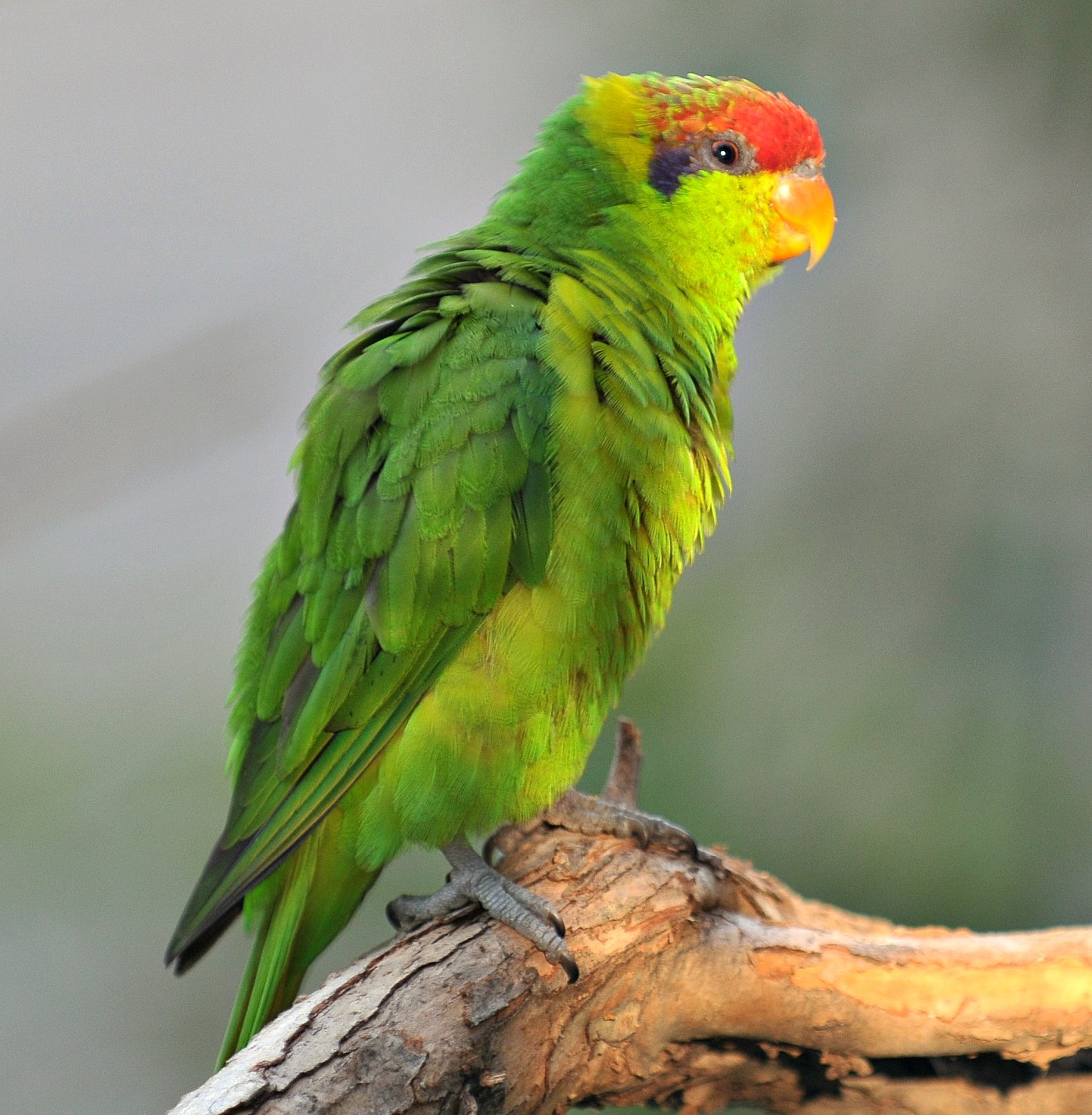